# Nova América da Colina
Nova América da Colina é um município brasileiro do estado do Paraná.

## História
Nova América da Colina fazia parte de uma grande região que começava no município de São Jerônimo da Serra e vinha até a região de Assai. Com a Companhia de Colonização Brazil Tokushoku Kaisha (BRATAC) surgiu os primeiros povoamentos do município situado no bairro Secção Cedro que teve como pioneiros os japoneses. Em 1947 o engenheiro Ismael Leite adquiriu grande quantidade de terras da empresa Leon Israel Exportadora e Agrícola Ltda. e separou uma parte, fundando uma fazenda. e depois demarcou em lotes urbanos no centro da gleba de terras que adquiriu. Em 1951, o local foi elevado à categoria de distrito ligado ao município de São Sebastião de Amoreira, pela lei estadual n.° 790 de 14/11/1951. Através da lei estadual n.° 4.245 de 25/04/1960 assinada pelo então governador Moisés Lupion, foi criado o município de Nova América da Colina, instalado no dia 31 de outubro de 1961. 
Em Nova América da Colina as principais fontes econômicas são a agricultura, pecuária.

## Geografia
Possui área é de 129,476 km² representando 0,065 % do estado, 0,023 % da região e 0,0015 % de todo o território brasileiro. Localiza-se a uma latitude 23°19'51" sul e a 43uma longitude 50°43'04" oeste, estando a uma altitude de 641 metros. Sua população estimada em 2017 era de 3 545 habitantes.

### Demografia
Dados do Censo - 2010
População total: 3 478
- Urbana:2.524
- Rural:954
- Homens: 50.9%
- Mulheres: 49.1%

Índice de Desenvolvimento Humano Municipal (IDH-M): 0,716
- IDH-Renda: 0,632
- IDH-Longevidade: 0,706
- IDH-Educação: 0,809